# 東旭川站
東旭川站（日语：／ Higashi-asahikawa eki */?）是屬北海道旅客鐵道石北本線之車站，位於北海道旭川市東旭川北3條5丁目。車站編碼為A32。

## 車站構造
- 採千鳥式月台、2面2線的地面車站。由於車站內並未設有跨線人行天橋，因此旅客得依靠設置在站內的平交道往返於兩座月台之間。
- 無人站，設有簡易車站大廳及自動售票機。

## 車站周邊
在所處行政區與旭川市合併以前，本站原本是東旭川町的主車站。
- 旭川市政大樓東旭川分所
- 旭川東警署東旭川分所
- 東旭川郵局
- 旭川信用金庫東旭川分店
- JA東旭川
- HBC北海道放送旭川廣播局
- STV札幌電視放送旭川廣播局
- 瀧乃湯温泉
- 旭川兵村記念館
- 旭川神社
- 東旭川農村環境改善中心（旭川電氣軌道電車保存場所）
- 旭川電氣軌道「東旭川6丁目」車站

## 歷史
- 1922年（大正11年）11月4日 - 以日本國有鐵道所屬車站之姿啟用。在啟用當時站名中的「旭川」兩字發音為（Asahigawa）。
- 1980年（昭和55年）10月1日 - 由東旭川至北旭川的宗谷本線貨運支線啟用。
- 1984年（昭和59年）2月1日 - 停辦貨運與行李托運業務。
- 1984年（昭和59年）11月10日 - 配合CTC系統的導入，變為無人站。
- 1986年（昭和61年）11月1日 - 貨運支線停用。
- 1987年（昭和62年）4月1日 - 日本國鐵分割民營化，車站劃歸由JR北海道繼承。在同時貨運支線也廢線。
- 1988年（昭和63年）3月13日 - 與旭川及新旭川等臨站同樣地，雖然漢字站名未進行更動，但站名中的「旭川」兩字改讀音為（Asahikawa）。

## 相鄰車站
北海道旅客鐵道
■石北本線
特別快速「北見」
通過
普通
南永山（A31）－東旭川（A32）－（※）北日之出（A33）－櫻岡（A34）
（※）一部分列車通過北日之出站。

## 外部連結
- （日語）JR北海道 – 東旭川車站 （页面存档备份，存于）
- （日語）全驛參觀之旅 （页面存档备份，存于）